# Brachiocera
Brachiocera là một chi bướm đêm thuộc phân họ Olethreutinae trong họ Tortricidae.

## Các loài
- Brachiocera gonioptera(Diakonoff, 1959)